# Bradley County (Arkansas)
Bradley County is een county in de Amerikaanse staat Arkansas.
De county heeft een landoppervlakte van 1.685 km² en telt 12.600 inwoners (volkstelling 2000). De hoofdplaats is Warren.

## Bevolkingsontwikkeling

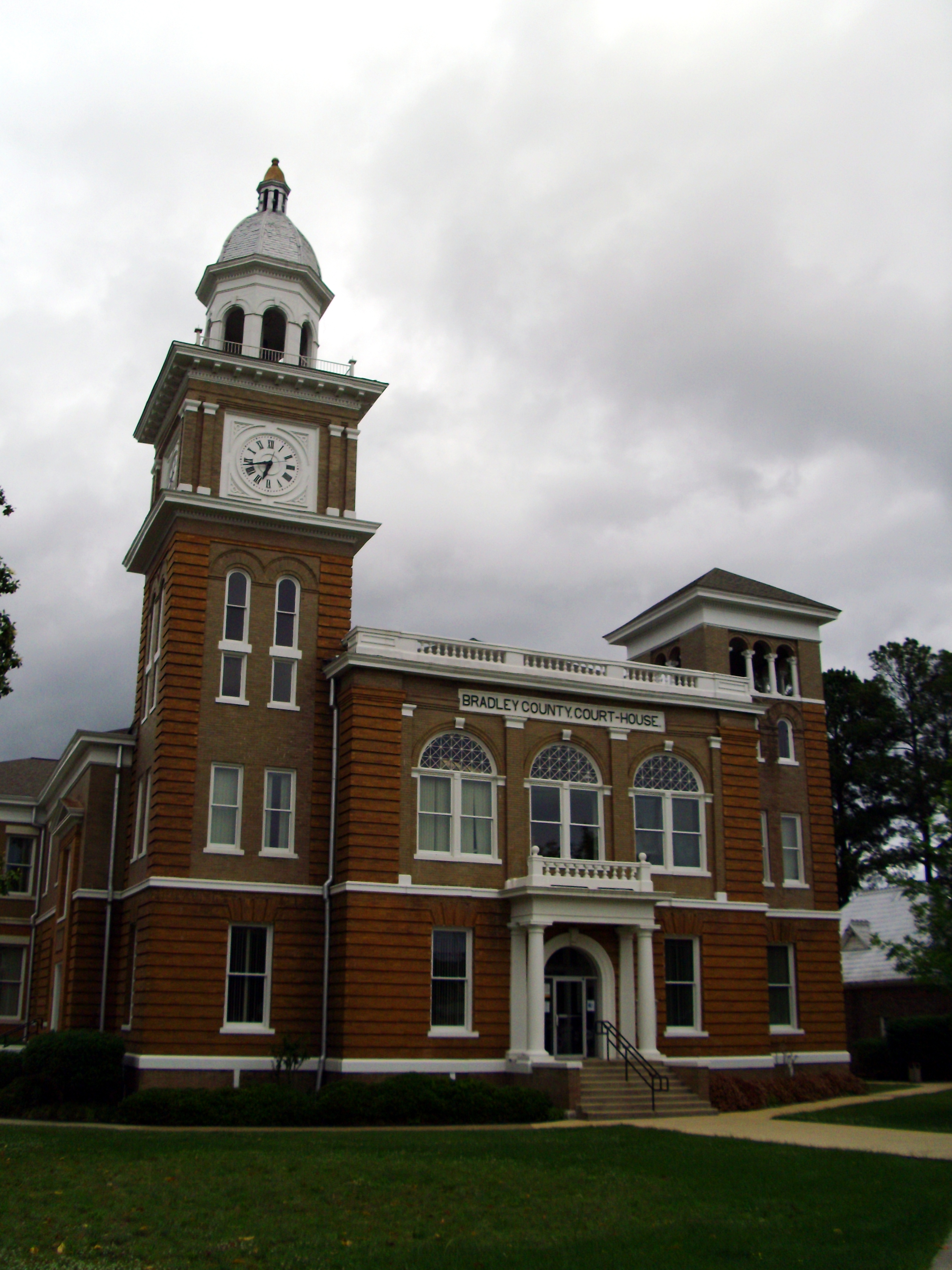
Bradley County Courthouse

## Plaatsen
| - Banks - Bradley Quarters - Carmel - Farmville - Gravelridge | - Hermitage - Ingalls - Jersey - Johnsville - Lanark | - McKinney - Morobay - Mount Olive - Patsville - Rock Island Junction | - Smearney - Sumpter - Vick - Warren |